# 경주 정씨
경주 정씨(慶州 鄭氏)는 경상북도 경주시를 본관으로 하는 한국의 성씨이다.

## 기원
『경주정씨족보(慶州鄭氏族譜)』는 지백호(智伯虎)를 시조로 하고 있다. 지백호는 삼한시대 진한(辰韓) 사로(斯盧) 6촌장의 하나인 진지부(珍支部) 촌장으로 박혁거세(朴赫居世)를 왕으로 추대하고 신라 건국에 큰 공을 세웠다. 그 공으로 개국좌명공신(開國佐命功臣)이 되었고, 32년(유리이사금 9년)에 진지부가 본피부(本彼部)로 개칭되면서 낙랑후(樂浪侯)에 봉해지면서 정씨라는 성을 하사받았다고 한다. 516년(법흥왕 3)에 문화(文和)로 시호(諡號)되었고, 658년(무열왕 3)에 감문왕(甘文王)에 추봉되었다. 경주 정씨는 그 5세손 정동충(鄭東沖)이 정씨로 사성(賜姓)된 데서 비롯되었다.

## 역사
중시조 정진후(鄭珍厚)는 고려조에 문과에 합격하여 금자광록대부(金紫光祿大夫) 정당문학(政堂文學) 병부상서(兵部尙書) 겸 군기시윤(軍器寺尹)과 평장사(平章事)를 역임하고 월성군(月城君)에 봉해졌다. 호(號)는 매포(梅圃), 시호는 문정(文正)이다.
경주 정씨는 조선시대 문과 급제자 25명을 배출하였다.

## 인물
- 정휘(鄭暉, 1305년 ~ ?) : 정진후의 5대손. 고려 말에 관직이 문하평리(門下評理)에 이르렀고, 월성군(月城君)에 봉해졌다.
- 정희계(鄭熙啓, ? ~ 1396년) : 정휘의 아들. 조선조 개국공신. 관직이 판한성부사(判漢城府事)에 이르렀고, 계림군(雞林君)에 봉해졌다. 시호는 양경(良景)이다.
- 정효상(鄭孝常, 1432년 ~ 1481년) : 사예(司藝) 정지년(鄭知年)의 차남. 관직이 이조판서(吏曹判書)를 거쳐 지중추부사(知中樞府事에 이르렀고, 계림군에 봉해졌다. 시호는 제안(齊安)이다.
- 정발(鄭撥, 1553년 ~ 1592년) : 정희계의 6대손. 관직이 부산진첨사(釜山鎭僉使)에 이르렀다. 임진왜란 때 부산에 상륙한 적을 맞아 싸우다 전사했다. 후에 좌찬성(左贊成)에 추증되었다. 시호는 충장(忠壯)이다.

## 항렬자
- 문헌공파

| 66세   | 67세     | 68세   | 69세     | 70세   | 71세     | 72세   | 73세     | 74세   | 75세     | 76세   | 77세     | 78세   | 79세     |
| ------ | -------- | ------ | -------- | ------ | -------- | ------ | -------- | ------ | -------- | ------ | -------- | ------ | -------- |
| 영(永) | 口조(朝) | 병(炳) | 口균(均) | 종(鍾) | 口수(洙) | 낙(樂) | 口섭(燮) | 경(坰) | 口옥(鈺) | 순(淳) | 口권(權) | 경(炅) | 口기(基) |

- 양경공파

| 66세     | 67세   | 68세     | 69세   | 70세     | 71세   | 72세     | 73세   | 74세     | 75세   | 76세     | 77세   | 78세     | 79세   | 80세     | 81세   | 82세     |
| -------- | ------ | -------- | ------ | -------- | ------ | -------- | ------ | -------- | ------ | -------- | ------ | -------- | ------ | -------- | ------ | -------- |
| 口해(海) | 동(東) | 口훈(薰) | 지(址) | 口호(鎬) | 택(澤) | 口직(稙) | 원(愿) | 口채(埰) | 일(鎰) | 口구(求) | 락(樂) | 口욱(煜) | 준(埈) | 口선(善) | 기(淇) | 口수(秀) |

- 월성위공파

| 67세     | 68세   | 69*세    | 70세   | 71세     | 72세   | 73세     | 74세     | 75세   | 76세     | 77세   |
| -------- | ------ | -------- | ------ | -------- | ------ | -------- | -------- | ------ | -------- | ------ |
| 口식(植) | 헌(憲) | 口수(壽) | 용(鎔) | 口준(準) | 병(秉) | 口환(煥) | 口훈(薰) | 규(奎) | 口석(錫) | 문(汶) |

- 평장공파

| 66세              | 67세          | 68세              | 69세          | 70세              | 71세          | 72세              | 73세          | 74세     | 75세          |
| ----------------- | ------------- | ----------------- | ------------- | ----------------- | ------------- | ----------------- | ------------- | -------- | ------------- |
| 口순(淳) 口영(永) | 상(相) 조(朝) | 口열(烈) 口병(炳) | 재(載) 균(均) | 口흠(欽) 口용(鎔) | 수(洙) 홍(洪) | 口식(植) 口주(柱) | 연(然) 훈(薰) | 口봉(琫) | 호(鎬) 용(鏞) |

## 조선 왕실과의 인척 관계
- 익녕군의 서장남인 의천군(義泉君) 이승은(李承恩)의 부인 군부인 경주 정씨
- 영산군(성종의 서자)의 부인 교성군부인 경주 정씨
- 인종의 후궁 혜빈 정씨

## 집성촌

### 경기도
- 연천군 미산면 백석리
- 남양주시 호평동

### 경상북도
- 김천시 감문면 남곡동
- 청송군 부남면 대전동

### 경상남도
- 남해군 창선면 율도리
- 통영시 산양면 신전리

### 전라남도
- 순천시 별량면 대곡리
- 순천시 덕월동
- 순천시 황전면 회룡리
- 순천시 주암면 선산리
- 고흥군 풍양면 고옥리
- 신안군 안좌면 방월리
- 장성군 진원면 상림리
- 해남군 송지면 미야리
- 완도군 고금면 가교리
- 완도군 약산면
- 완도군 노화읍
- 완도군 신지면 동고리
- 목포시 상동 영산로

### 전북특별자치도
- 임실군 삼계면 오지리
- 장수군 번암면 장수리

### 충청남도
- 금산군 추부면 추정리

### 충청북도
- 영동군 추풍령면 추풍령리

### 함경남도
- 함경남도 영흥군 진평면 한동리